# Quỳnh Bá
Quỳnh Bá là một xã thuộc huyện Quỳnh Lưu, tỉnh Nghệ An, Việt Nam.
Xã Quỳnh Bá có diện tích 4,18 km², dân số năm 1999 là 4.717 người, mật độ dân số đạt 1.128 người/km². 
Từ ngày 01 tháng 12 năm 2024, xã Quỳnh Bá sáp nhập với xã Quỳnh Hưng và Quỳnh Ngọc theo Nghị quyết số 1243 /NQ-UBTVQH15 ngày 24/10/2024 của Ủy ban Thường vụ Quốc hội, thành lập xã Bình Sơn 